# شريان وتدي حنكي
الشريان الوتدي الحنكي (بالإنجليزية: Sphenopalatine artery)‏ هو أحد شرايين الرأس وأحد فروع الشريان الفكي العلوي.

## أُنظر أيضاً
- ضفيرة كيسلباخ.